# Четверная группа Клейна
Четверна́я гру́ппа Кле́йна — нециклическая конечная коммутативная группа четвёртого порядка, играет важную роль в общей алгебре, комбинаторике и геометрии. Обычно обозначается {\displaystyle V} или {\displaystyle V_{4}} (от нем. Vierergruppe — четверная группа). Впервые описана и исследована Феликсом Клейном в 1884 году.

Граф циклов четверной группы Клейна
Граф Кэли четверной группы Клейна

Бинарная операция между элементами {\displaystyle \{1,a,b,ab\}} (единица — нейтральный элемент группы) задаётся следующей таблицей Кэли:
{\displaystyle {\begin{array}{c||rrrr|}\cdot &1&a&b&ab\\\hline 1&1&a&b&ab\\a&a&1&ab&b\\b&b&ab&1&a\\ab&ab&b&a&1\\\end{array}}}
Порядок каждого элемента, отличного от единицы, равен 2, поэтому группа не является циклической. Является прямым произведением циклических групп второго порядка {\displaystyle C_{2}\times C_{2}}; наименьшей по порядку нециклической группой.
Является простейшей группой диэдра {\displaystyle D_{2}}.
Любая группа четвёртого порядка изоморфна либо циклической группе, либо четверной группе Клейна. Симметрическая группа {\displaystyle S_{4}} имеет, кроме себя самой и единичной подгруппы, лишь две нормальные подгруппы — знакопеременную группу {\displaystyle A_{4}} и четверную группу Клейна {\displaystyle V_{4}}, состоящую из подстановок {\displaystyle (),(12)(34),(13)(24),(14)(23)}.

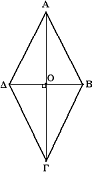
Симметрии ромба

Встречается во многих разделах математики, примеры изоморфных ей групп:
- множество {\displaystyle \{0,1,2,3\}} с операцией побитовое исключающее ИЛИ;
- приведённая система вычетов по модулю 8, состоящая из классов 1, 3, 5, 7 и по модулю 12, состоящая из классов 1, 5, 7, 11;
- группа симметрий ромба в трёхмерном пространстве, состоящая из 4 преобразований: тождественное, поворот на {\displaystyle 180^{\circ }} и два отражения относительно диагоналей[3].
- группа поворотов тетраэдра на угол {\displaystyle \pi } вокруг всех трёх рёберных медиан (вместе с тождественным поворотом)[4].